# Miss Universo 1965
Miss Universo 1965 foi a 14.ª edição do concurso Miss Universo, realizada em 24 de julho de 1965 no Miami Beach Auditorium, em Miami Beach, Flórida, nos Estados Unidos. Candidatas de 57 países e territórios competiram pelo título. No final do evento, a Miss Universo 1964, Corinna Tsopei, da Grécia, coroou a tailandesa Apasra Hongsakula como sua sucessora.
Esta foi a primeira vez que o concurso foi realizado separadamente do Miss USA e a última vez que o Top 15 foi anunciado antes da noite final do evento, o que seria mantido por várias décadas.
Numa edição em que entre as cinco finalistas quatro eram loiras, naquele que era considerado o "ano das loiras", a pequena morena Apasra, apelidada na adolescência de "Pook" ("Gorda") pela mãe, por ter sido um bebê gordinho, com maneiras que lembravam a realeza, treinada e preparada para o  concurso pela própria soberana de seu país, a rainha Sirikit, levou a coroa para a Ásia pela segunda vez. 

## Resultados
| Colocação          | Candidata |
| ------------------ | --- |
| Miss Universo 1965 | - Tailândia — Apasra Hongsakula |
| 2.ª colocada       | - Finlândia — Virpi Miettinen |
| 3.ª colocada       | - Estados Unidos — Sue Ann Downey |
| 4.ª colocada       | - Suécia — Ingrid Norrman |
| 5.ª colocada       | - Países Baixos — Anna Christina Schuit |
| Top 15             | - África do Sul — Veronika Prigge - Austrália — Pauline Verey - Brasil — Maria Raquel de Andrade - Canadá — Carol Tidey - Colômbia — María Victoria Gómez - Dinamarca — Jeanette Christjansen - Filipinas — Louise Vail - Grécia — Aspa Theologitou - Israel — Aliza Sedeh - Peru — Freida Holler |

### Prêmios especiais

#### Miss Simpatia
- Vencedora:  Alemanha — Ingrid Bethke.

#### Miss Fotogenia
- Vencedora:  Áustria — Karin Schmidt.

#### Melhor Traje Típico
- Vencedora:  Estados Unidos — Sue Ann Downey.

## Candidatas
Em negrito, a candidata eleita Miss Universo 1965. Em itálico, as semifinalistas.
| - África do Sul - Veronika Edelgarda Hilda Prigge (SF) - Alemanha - Ingrid Bethke (MS) - Aruba - Dorinda Croes - Austrália - Pauline Verey (SF) - Áustria - Karin Ingberg Schmidt (MF) - Bahamas - Janet Thompson - Bélgica - Lucy Emilie Nossent - Bermudas - Sylvia Simons - Bolívia - Patricia Estensoro Terazas - Brasil - Maria Raquel de Andrade (SF) - Canadá - Carol Ann Tidey (SF) - Sri Lanka - Shirlene Minerva de Silva - Colômbia - María Victoria Ocampo Gómez (SF) - Coreia do Sul - Kim Eunji - Costa Rica - Mercedes Pinagal - Cuba (Livre) - Alina De Varona - Curaçao - Ninfa Elveria Palm - Dinamarca - Jeanette Christjansen (SF) - Equador - Patricia Susana Ballesteros - Escócia - Mary Young - Espanha - Alicia Borrás - Estados Unidos - Sue Ann Downey (3°) - Filipinas - Louise Vail Aurelio (SF, TT) - Finlândia - Virpi Lusa Miettinen (2°) - França - Marie-Thérèse Tullid - Grécia - Aspa Theologitou (SF) - Guiana Inglesa - Cheryl Viola Cheng - Holanda - Anna Christina Maria Schuit (5°) - Hong Kong - Joy Drake | - Índia - Persis Khambatta - Inglaterra - Jennifer Gurley - Irlanda - Anne Neill - Islândia - Barbara Magnusdóttir - Israel - Aliza Sedeh (SF) - Itália - Erika Jorger - Jamaica - Carole McFarlane - Japão - Mari Katayama - Luxemburgo - Marie-Anne Geisen - Malásia - Patricia Augustus - México - Juana Cohen - Noruega - Britt Aaberg - Nova Zelândia - Gay Phelps - Estados Unidos Okinawa - Leiko Arakaki - País de Gales - Joan Boull - Panamá - Sonia Ríos - Paraguai - Stella Vallet - Peru - Freida Figalo (SF) - Porto Rico - Gloria Díaz - Portugal - Maria do Carmo Sancho - República Dominicana - Clara Herrera - Suécia - Ingrid Norrman (4°) - Suíça - Yvette Revelly - Tailândia - Apasra Hongsakula (1°) - Tunísia - Dolly Allouche - Turquia - Nebahat Cehre - Uruguai - Sonia Barsante - Venezuela - María Auxiliadora McGill |

- Não competiu a argentina Nelida Jukna, que foi substituída,  por motivo de doença, por Mabel Azencena Caffarone, mas esta chegou tarde demais para disputar o título e acabou não competindo também.[2]